# Löwe (Sternbild)
Löwe (lateinisch: Leo, astronomisches Zeichen ♌︎) ist ein Sternbild des Zodiak.

## Beschreibung
Der Löwe ist ein markantes Sternbild, das am Frühjahrshimmel leicht erkennbar ist. In einer möglichen Darstellung bilden die hellen Sterne Denebola, Regulus, Algieba (γ) und δ Leonis den Rumpf und die Sterne ζ, μ und ε Leonis stellen den Kopf dar. Diese gebogene Linie von Sternen wird mitunter auch als „Sichel“ bezeichnet.
Der Löwe enthält einige leicht zu beobachtende Doppelsterne. Unterhalb des Rumpfes findet man die Galaxien M 65 und M 66. Zusammen mit der Spiralgalaxie NGC 3628 bilden sie eine „Leo-Triplett“ genannte kleine Galaxiengruppe.
Durch den Löwen zieht sich die Ekliptik, daher wandern die Sonne, der Mond und die Planeten durch das Sternbild. Der Löwe gehört somit zu den Tierkreiszeichen. Die Sonne befindet sich jedes Jahr vom 11. August bis zum 17. September im Sternbild Löwe. Aufgrund der Präzessionsbewegung der Erdachse hat sich der Zeitpunkt des Sonnendurchgangs gegenüber der Antike verschoben.

## Geschichte
Die Identifikation der Sterngruppe mit einem Löwen könnte auf die alten Ägypter zurückgehen. Damals durchwanderte die Sonne von Mitte Juni bis Mitte Juli das Sternbild Löwe. Während der größten Sommerhitze verließen die Löwen die Wüste und zogen zu den Sandbänken des Nils. Allerdings umfasste das ägyptische Sternbild nur den „Rumpf“. Die Sternenkette des Kopfes (bzw. der Sichel) stellte für sie ein Messer dar. Andere Völker der Antike, wie die Perser, Syrer, Juden, Babylonier und Griechen sahen in dem Sternbild ebenfalls einen Löwen. Der Löwe gehört zu den 48 klassischen Sternbildern, die von Ptolemäus beschrieben wurden.
Eine Gruppe lichtschwacher Sterne, die ursprünglich die Quaste am Schwanz des Löwen darstellte, wurde im 2. Jahrhundert n. Chr. ein eigenes Sternbild, das Haar der Berenike (Coma Berenices).

## Mythologie
In der griechischen Mythologie stellte das Sternbild den Nemëischen Löwen dar. Dieser Löwe verwüstete in der Umgebung der Stadt Nemea Dörfer und Städte. Sein hartes Fell ließ jede Waffe abprallen und machte ihn unverwundbar. Der griechische Held Herakles (Herkules) stellte sich schließlich dem Löwen entgegen und erwürgte ihn mit bloßen Händen. Das Fell trug Herakles anschließend als Mantel, der ihn vor Feinden schützte.
In der jüdischen Mythologie gilt der Löwe als Symbol für den Messias und ist in den Synagogen die einzig erlaubte Darstellung. Aus dem Stamm Jehuda wird der Messias geboren werden, was in der Heraldik mit dem Löwen als Wappen dargestellt ist.

## Himmelsobjekte

### Sterne
| B   | F  | Namen o. andere Bezeichnungen  | Größe  | Lj      | Spektralklasse  |
| --- | -- | ------------------------------ | ------ | ------- | --------------- |
| α   | 32 | Regulus                        | 1,36m  | 78      | B7 V            |
| γ   | 41 | Algieba                        | 2,01m  | 126     | K1 III + G7 III |
| β   | 94 | Denebola                       | 2,14m  | 36      | A3 V            |
| δ   | 68 | Zosma, Duhr, Gülbahar          | 2,56m  | 58      | A4 V            |
| ε   | 17 | Ras Elased Australis, Algenubi | 2,97m  | 251     | G1 II           |
| θ   | 70 | Chertan, Coxa, Chort           | 3,33m  | 170     | A2 V            |
| ζ   | 36 | Adhafera, Aldhafera            | 3,43m  | 260     | F0 III          |
| η   | 30 |                                | 3,48m  | 2000    | A0 Ib           |
| ο   | 14 | Subra                          | 3,52m  | 116     | A5 V            |
| ρ   | 47 |                                | 3,84m  | 2500    | B1 Ib           |
| μ   | 24 | Rasalas, Alshemali             | 3,88m  | 133     | K2 III          |
| ι   | 78 |                                | 3,9m   | 70      | F2 + G3         |
| σ   | 77 |                                | 4,05m  |         |                 |
| υ   | 91 |                                | 4,30m  |         |                 |
| 400 | 54 |                                | 4,30m  | 200     | A1 + A2         |
| λ   | 4  | Alterf                         | 4,32m  | 250     | K5 III          |
| φ   | 74 |                                | 4,45m  |         |                 |
| κ   | 1  | Minchir el-asad                | 4,5m   | ca. 200 | K2 III          |
| 400 | 93 |                                | 4,50m  |         |                 |
| 400 | 72 |                                | 4,56m  |         |                 |
| χ   | 63 |                                | 4,62m  |         |                 |
| π   | 29 |                                | 4,68m  |         |                 |
| 400 | 40 |                                | 4,78m  |         |                 |
| τ   | 84 |                                | 4,95m  |         |                 |
| ξ   | 5  |                                | 4,99m  |         |                 |
| 400 | 10 |                                | 5,00m  |         |                 |
| 400 | 48 |                                | 5,07m  |         |                 |
| 400 | 75 |                                | 5,18m  |         |                 |
| ν   | 27 |                                | 5,26m  |         |                 |
| 400 | 92 |                                | 5,26m  |         |                 |
| ψ   | 16 |                                | 5,36m  |         |                 |
| 400 | 79 |                                | 5,39m  |         |                 |
| ω   | 2  |                                | 5,40m  | 120     | F9 + G0         |
| 400 | 37 |                                | 5,42m  |         |                 |
| 400 | 46 |                                | 5,43m  |         |                 |
| 400 |    | Wolf 359, CN Leo               | 13,53m | 7,8     | M6 V            |

Beta Leonis ist ein 36 Lichtjahre entfernter weiß leuchtender Stern der Spektralklasse A3. Er besitzt die 2,3fache Masse und die 12fache Leuchtkraft unserer Sonne.
Der Name Denebola ist altarabischen Ursprungs und bedeutet „Schwanz des Löwen“.
Epsilon Leonis ist 251 Lichtjahre entfernt. Die Namen Ras Elased Australis oder Algenubi leiten sich von „der südliche Kopf des Löwen“ ab.
Die Namen Rasalas oder Ashemali für den 133 Lichtjahre entfernten Stern My Leonis bedeuten so viel wie „nördlicher Kopf des Löwen“.
Wolf 359 ist mit nur 7,8 Lichtjahren Entfernung der fünftnächste Stern in der Umgebung der Sonne. Der tiefrote Zwergstern besitzt lediglich 10 Prozent der Masse unserer Sonne und leuchtet sehr schwach. Zu seiner Beobachtung benötigt man ein größeres Teleskop.

### Doppelsterne
| System | Größen         | Abstand |
| ------ | -------------- | ------- |
| α Leo  | 1,36/7,6/13,0m | 3’/4"   |
| γ Leo  | 2,2/3,5m       | 4,4"    |
| 78 Leo | 4,0m/6,7m      | 1,5"    |
| 54 Leo | 4,5/6,3m       | 6,6"    |
| ω Leo  | 5,9/6,5m       | 0,5"    |

Alpha Leonis ist ein auffallend heller Stern. Der lateinische Name Regulus bedeutet „Prinz“. Es handelt sich um ein Mehrfachsternsystem, bestehend aus drei Komponenten, in 78 Lichtjahren Entfernung. Der leuchtkräftige Hauptstern ist ein junger Stern, dessen Alter auf einige hundert Millionen Jahre geschätzt wird. Der Stern rotiert in nur 15,9 Stunden um die eigene Achse und ist durch die starken Fliehkraft an den Polen stark abgeplattet. Er besitzt den 3,5fachen Durchmesser unserer Sonne.
In einem Abstand von 4.200 Astronomische Einheiten umkreist ein Paar leuchtschwächerer Sterne den Hauptstern in etwa 130.000 Jahren. Von der Erde aus gesehen hat das Paar einen Abstand von 3 Bogenminuten zum Hauptstern. Im Prismenfernglas wird ein 7,6m heller Begleitstern sichtbar. Im Abstand von 4 Bogensekunden befindet sich die nur 13m helle dritte Komponente, zu deren Beobachtung man ein größeres Teleskop benötigt.
Regulus liegt fast direkt auf der Ekliptik, daher wird er regelmäßig vom Mond bedeckt.
Gamma Leonis ist ein Doppelstern in 90 Lichtjahren Entfernung. Die beiden Komponenten können bereits mit einem kleinen Teleskop von 4 cm Öffnung beobachtet werden.
Der arabische Name Algieba bedeutet „Stirn des Löwen“.
Das System Beta Leonis ist 42 Lichtjahre entfernt. Der Hauptstern ist rund 20-mal heller als unsere Sonne. Im weiten Abstand von 19 Bogenminuten befindet sich ein Begleitstern der 6. Größenklasse. Zur Beobachtung genügt ein Prismenfernglas.

Der arabische Name Denebola leitet sich von „Schwanz des Löwen“ ab.

### Veränderliche Sterne
| Stern    | Größe         | Periode  | Typ      |
| -------- | ------------- | -------- | -------- |
| R Leonis | 4,4 bis 11,3m | 311 Tage | Mira-Typ |

R Leonis ist ein Veränderlicher Stern vom Mira-Typ, dessen Helligkeit sich über einen Zeitraum von 311 Tagen stark ändert. Im Maximum kann er noch mit bloßem Auge gesehen werden. Während des Helligkeitsminimums benötigt man zur Beobachtung ein Teleskop.

### Messier- und NGC-Objekte
| Messier (M) | NGC  | sonstige | Größe | Typ     | Name/Beschreibung |
| ----------- | ---- | -------- | ----- | ------- | ----------------- |
| 65          | 3623 |          | 9,2m  | Galaxie |                   |
| 66          | 3627 |          | 8,9m  | Galaxie |                   |
| 95          | 3351 |          | 9,8m  | Galaxie | Balkenspirale     |
| 96          | 3368 |          | 9,2m  | Galaxie |                   |
| 105         | 3379 |          | 9,5m  | Galaxie |                   |
|             | 2903 |          | 8,8m  | Galaxie | Balkenspirale     |
|             | 3367 |          | 11,4m | Galaxie | Balkenspirale     |
|             | 3377 |          | 10,2m | Galaxie |                   |
|             | 3384 |          | 9,9m  | Galaxie |                   |
|             | 3389 |          | 11,8m | Galaxie |                   |
|             | 3412 |          | 10,4m | Galaxie |                   |
|             | 3489 |          | 10,2m | Galaxie |                   |
|             | 3521 |          | 9,2m  | Galaxie | Balkenspirale     |
|             | 3628 |          | 9,5m  | Galaxie |                   |

Das 40 Millionen Lichtjahre entfernte Galaxienpaar M 65 und M 66 ist bereits im Prismenfernglas erkennbar. Im Teleskop wird NGC 3628, eine dritte Galaxie sichtbar.
Eine weitere Gruppe von Galaxien bilden M 95, M 96, M 105 und NGC 3384. Die Galaxien sind ebenfalls 40 Millionen Lichtjahre entfernt.

### Weitere Objekte
Der Quasar PKS 1127-145 befindet sich im Löwen.